# André Aubert
Pour les articles homonymes, voir Aubert et André Aubert (architecte).
André Max Aubert est un imitateur français, né le 19 juillet 1923 à Montpellier et mort le 27 février 2010 à Paris 20e,.
Il est surtout connu du grand public pour avoir incarné le personnage de « Don Patillo » dans les publicités de la marque Panzani de 1975 à 1999. Il jouait un curé qui mangeait « des pâtes, des pâtes, oui mais des Panzani ». Il incarna aussi, toujours pour une publicité Panzani (en 1985, cette fois ci pour des raviolis), Léon, un personnage de paysan partant à la poursuite d'un train à vapeur qui en transporte les ingrédients : « Reviens, Léon ! J’ai les mêmes à la maison ! »

## Biographie
André Aubert n'était pas un acteur de cinéma, bien qu'ayant été figurant dans plus de 150 films sans jamais être crédité aux génériques, mais plutôt un artiste de cabarets, et de spectacles. Outre ce détournement publicitaire du personnage de Don Camillo popularisé par Fernandel, André Aubert a fait de l'imitation sa profession. Il avait commencé sa carrière après-guerre comme chanteur dans un orchestre, avant de se découvrir un talent d'imitateur qui l'a rendu célèbre avec de nombreuses compositions sur scène, dont celles de Georges Brassens, Fernandel, Pierre Fresnay, Jean Gabin, Jacques Brel, Adamo, Gilbert Bécaud, Salvador Dalí ou Michel Simon.
Il a, entre autres, rempli pas moins de seize fois la salle de l'Olympia et huit fois celle de Bobino avec ses spectacles. « Avec André, on savait qu'on allait casser la baraque à la fin des premières parties qui étaient à la mode à l'époque », a confié à l'AFP Jean-Michel Boris, ancien directeur artistique de l'Olympia.
Il avait également fait une tournée avec Marlene Dietrich. André Aubert a été le modèle d'artistes comiques comme Thierry Le Luron ou Patrick Sébastien, leur donnant envie de devenir imitateurs à leur tour.
En 2002, André Aubert revient sur sa carrière dans un livre autobiographique intitulé Les Confessions de Don Patillo (L'Harmattan). À noter également un livre de recettes, Mon tour de France des pâtes, paru en 1997 aux Cherche Midi.
Il est inhumé au cimetière de Levallois-Perret.